# Pirata affinis
Pirata affinis är en spindelart som beskrevs av Roewer 1960. Pirata affinis ingår i släktet Pirata och familjen vargspindlar.
Artens utbredningsområde är Kongo. Inga underarter finns listade i Catalogue of Life.